# Höfen (Dietenhofen)
Höfen ([ˈhøːfn̩] ⓘ, fränkisch: Hejfm bzw. Hiefm) ist ein Gemeindeteil des Marktes Dietenhofen im Landkreis Ansbach (Mittelfranken, Bayern). Die Höfenmühle zählt zu dem Gemeindeteil. Höfen und Höfenmühle liegen in der Gemarkung Haasgang.

## Geografie
Der Weiler liegt am Mettlachbach und am Thierbach, der dort als rechter Zufluss in den Mettlachbach mündet. 0,5 km westlich beginnt das Waldgebiet Adelmannsdorfer Schlag, im Süden grenzt das Waldgebiet Heegstall an, im Südosten liegt das Waldgebiet Adelweidach, dahinter erhebt sich der Höfner Berg (414 m ü. NHN). Ein Anliegerweg führt 100 Meter weiter nördlich zur Kreisstraße AN 17, die nach Adelmannsdorf (0,7 km nordwestlich) bzw. nach Warzfelden verläuft (2 km südöstlich).

## Geschichte
Die erste schriftliche Nennung, die eindeutig zugeordnet werden kann, datiert aus dem Jahr 1476 als „Höfen“. Ob der im Jahr 1268 genannte Cunradus de Houen seinen Stammsitz in diesem Höfen hatte, kann nicht geklärt werden.
Gegen Ende des 18. Jahrhunderts gab es in Höfen 3 Anwesen (1 Hof, 1 Gut, 1 Mühle). Das Hochgericht übte das brandenburg-ansbachische Hofkastenamt Ansbach aus. Die Dorf- und Gemeindeherrschaft und Grundherrschaft über die Anwesen hatte das Obervogteiamt Virnsberg des Deutschen Ordens.  Von 1797 bis 1808 unterstand der Ort dem Justiz- und Kammeramt Ansbach.
Im Rahmen des Gemeindeedikts wurde Höfen dem 1808 gebildeten Steuerdistrikt Weihenzell und der 1811 gegründeten Ruralgemeinde Weihenzell zugeordnet. Am 27. Juli 1830 wurde Höfen in die neu gebildete Gemeinde Haasgang umgemeindet. Diese wurde am 30. Juni 1972 im Zuge der Gebietsreform in Bayern aufgelöst: Adelmannsdorf und Höfen wurden in den Markt Dietenhofen eingegliedert.

## Einwohnerentwicklung
| Jahr      | 001818 | 001840 | 001861 | 001871 | 001885 | 001900 | 001925 | 001950 | 001961 | 001970 | 001987 | 002005 | 002013 |
| Einwohner | 41     | 32     | 30     | 20     | 26     | 20     | 25     | 20     | 23     | 17     | 24     | 27     | 25     |
| Häuser    | 5      | 5      |        |        | 4      | 3      | 3      | 3      | 3      |        | 4      |        |        |
| Quelle    | [ 14 ] | [ 15 ] | [ 16 ] | [ 17 ] | [ 18 ] | [ 19 ] | [ 20 ] | [ 21 ] | [ 22 ] | [ 23 ] | [ 24 ] | [ 25 ] | [ 1 ]  |

## Religion
Der Ort ist seit der Reformation überwiegend evangelisch-lutherisch und nach St. Andreas gepfarrt. Die Einwohner römisch-katholischer Konfession waren ursprünglich nach St. Vitus gepfarrt, seit den 1980er Jahren ist die Pfarrei St. Bonifatius zuständig.